# Puccinia phaeopoda
Puccinia phaeopoda ist eine Ständerpilzart aus der Ordnung der Rostpilze (Pucciniales). Der Pilz ist ein Endoparasit des Süßgrases Eulalia cummingii. Symptome des Befalls durch die Art sind Rostflecken und Pusteln auf den Blattoberflächen der Wirtspflanzen. Sie ist ein Endemit der Philippinen.

## Merkmale

### Makroskopische Merkmale
Puccinia phaeopoda ist mit bloßem Auge nur anhand der auf der Oberfläche des Wirtes hervortretenden Sporenlager zu erkennen. Sie wachsen in Nestern, die als gelbliche bis braune Flecken und Pusteln auf den Blattoberflächen erscheinen.

### Mikroskopische Merkmale
Das Myzel von Puccinia phaeopoda wächst wie bei allen Puccinia-Arten interzellulär und bildet Saugfäden, die in das Speichergewebe des Wirtes wachsen. Aecien oder Spermogonien der Art sind nicht bekannt, gleiches gilt für Uredien des Pilzes oder seine Uredosporen. Die blattunterseitig wachsenden Telien der Art sind schwarzbraun, kompakt, spät offenliegend und zusammenfließend. Die Teliosporen sind zweizellig, häufig vertikal septiert, eiförmig bis ellipsoid und 26–34 × 21–27 µm groß. Ihre Stiele sind braun und bis zu 40 µm lang.

## Verbreitung
Das bekannte Verbreitungsgebiet von Puccinia phaeopoda umfasst lediglich die Philippinen.

## Ökologie
Die Wirtspflanze von Puccinia phaeopoda ist Eulalia cummingii. Der Pilz ernährt sich von den im Speichergewebe der Pflanzen vorhandenen Nährstoffen, seine Sporenlager brechen später durch die Blattoberfläche und setzen Sporen frei. Die Art verfügt über einen Entwicklungszyklus, von dem bislang lediglich Telien sowie deren Wirt bekannt sind; Uredien, Spermogonien und Aecien konnten dem Pilz nicht zugeordnet werden.